# Cyaniris porrecta
Cyaniris porrecta är en fjärilsart som beskrevs av Ruggero Verity 1919. Cyaniris porrecta ingår i släktet Cyaniris och familjen juvelvingar. Inga underarter finns listade i Catalogue of Life.